# Raspkopmier
De raspkopmier (Colobopsis truncata) is een mierensoort uit de onderfamilie van de schubmieren (Formicinae). De wetenschappelijke naam van de soort is voor het eerst geldig gepubliceerd als Formica truncata in 1808 door Spinola. De soort werd voorheen ingedeeld bij het geslacht reuzenmieren (Camponotus) als Camponotus truncatus.

## Uiterlijk
De werksters van deze soort zijn sterk polymorf en hebben een donkerrode kop en thorax. Ze hebben een zwart, langwerpig gaster met gele punten, dat aan het uiteinde spits is. De raspkopmier wordt ongeveer 3 tot 7 mm groot. De soldaten hebben dezelfde kleurschakering. Ze hebben een platte donkerrode kop die ze gebruiken om nestingangen te blokkeren. De koningin heeft dezelfde kleur als de werksters en dezelfde platte kop als de soldaten. De grootte is ongeveer 7 mm.

## Indeling van het mierennest
Kolonies worden gemiddeld 500 werksters groot. De mieren maken hun nest in dood verrot hout. Hierin maken ze gangen waarin de kolonie zich begeeft. De kolonie zal soldaten gaan produceren voor de verdediging van het nest.

## Voorkomen
De raspkopmier komt voor in Tunesië, Algerije, Marokko, Spanje, Portugal, Frankrijk Italië, Duitsland, Oostenrijk, Zwitserland, Slovenië, Tsjechië, Polen, Slowakije, Hongarije, Kroatië, Bosnië Herzegovina, Montenegro, Servië, Roemenië, Oekraïne, Moldavië, Rusland, Griekenland, Turkije, Georgië en Turkmenistan. De soort is geïntroduceerd in het Verenigd Koninkrijk, Nederland, Nieuw-Zeeland en Denemarken.